# Unc & Phew
Unc & Phew — американський хіп-хоп супердует, створений у 2022 році.
Учасники дуету — репери Quavo і Takeoff.
7 жовтня 2022 року дует випустив свій єдиний студійний альбом Only Built for Infinity Links. Альбом отримав схвальні відгуки. 
1 листопада 2022 року Takeoff був застрелений в Х'юстоні, штат Техас.
Назва гурту навіяна родинними стосунками між Quavo та Takeoff як дядька і племінника. «Unc» — це скорочена форма слова uncle (дядько), а «Phew» — скорочена форма слова nephew (племінник). 

## Історія
Quavo (Keyate Marshall) і Takeoff (Kirshnik Khari Ball) разом з Offset (Kiari Kendrell Cephus) були учасниками хіп-хоп гурту Migos. Offset — двоюрідний брат Quavo. У 2022 році гурт Migos, за чутками, розпався після того, як колишня дівчина Quavo, Saweetie, нібито переспала з Offset. Quavo згадав про розрив у пісні дуету, «Messy» та в інтерв’ю, де він натякнув на відсутність лояльності Offset. 
У травні 2022 року Quavo і Takeoff випустили свій перший трек «Hotel Lobby (Unc & Phew)», під псевдонімом Unc & Phew, на тлі чуток про розпуск гурту Migos.
У липні 2022 року вони випустили сингл «Us vs. Them» з американським репером Gucci Mane.
У серпні 2022 року вони випустили сингл «Big Stunna» з американським репером Birdman.
У вересні 2022 року гурт Unc & Phew анонсував свій дебютний студійний альбом Only Built for Infinity Links з датою виходу в жовтні 2022 року. В інтерв’ю журналу Complex дует заявив, що «вивчав легендарні реп-дуети під час створення альбому та віддав їм належне в обкладинці та назві».
Також у вересні 2022 року вони випустили сингл «Nothing Changed», який згодом увійшов до альбому Only Built for Infinity Links.
31 жовтня 2022 року, за день до смерті Takeoff, вони випустили кліп на свою пісню «Messy».
1 листопада 2022 року Takeoff був застрелений в боулінгу, в Х’юстоні.

## Дискографія

### Студійні альбоми
| Назва                         | Деталі альбому | Пікові позиції в чартах | Пікові позиції в чартах | Пікові позиції в чартах |
| Назва                         | Деталі альбому | US                      | CAN                     | NLD                     |
| ----------------------------- | --- | ----------------------- | ----------------------- | ----------------------- |
| Only Built for Infinity Links | - Випущено: 7 жовтня 2022 р - Лейбл: Quality Control, Capitol, Motown - Формати: цифрове завантаження, потокове передавання | 7                       | 20                      | 87                      |

### Сингли
| Назва                            | Рік  | Пікові позиції в чартах | Пікові позиції в чартах | Пікові позиції в чартах | Пікові позиції в чартах | Пікові позиції в чартах | Сертифікати        | Альбом                        |
| Назва                            | Рік  | US                      | CAN                     | NZ Hot                  | SA                      | WW                      | Сертифікати        | Альбом                        |
| -------------------------------- | ---- | ----------------------- | ----------------------- | ----------------------- | ----------------------- | ----------------------- | ------------------ | ----------------------------- |
| « Hotel Lobby (Unc &amp; Phew) » | 2022 | 59                      | 63                      | 8                       | 33                      | 78                      | - RIAA: Платиновий | Only Built for Infinity Links |
| «Us vs. Them» (with Gucci Mane)  | 2022 | —                       | —                       | —                       | —                       | —                       |                    | Only Built for Infinity Links |
| "Big Stunna" (with Birdman)      | 2022 | —                       | —                       | —                       | —                       | —                       |                    | Only Built for Infinity Links |
| "Nothing Changed"                | 2022 | —                       | —                       | —                       | —                       | —                       |                    | Only Built for Infinity Links |
| "See Bout It" (with Mustard)     | 2022 | —                       | —                       | —                       | —                       | —                       |                    | Only Built for Infinity Links |

## Виступ у якості гостей
| Назва   | Рік  | Інші виконавці | Альбом  |
| ------- | ---- | -------------- | ------- |
| "Party" | 2022 | DJ Khaled      | God Did |